# Systèmes d'irrigation aflaj d'Oman
Pour l’article ayant un titre homophone, voir Fellag.
Les systèmes d’irrigation aflaj d’Oman sont vieux de 4 500 ans, mais les plus anciennes ruines subsistant ne datent que d'environ 500 apr. J.-C.
« Aflaj » est le pluriel de « falaj », qui signifie « diviser en parts » en arabe classique. Ce système d'irrigation répartissait effectivement l'eau entre tous les habitants ; elle circulait par gravité depuis les sources jusqu'aux maisons et aux terrains cultivés. Le complexe comportait des tours de guet pour le protéger, mais aussi des mosquées et d'autres édifices.
Les cinq aflaj de Al-Khatmeen, Al-Malki, Daris, Al-Mayassar et Al-Jeela sont classés sur la liste du patrimoine mondial de l'UNESCO depuis 2006.